# Championnat de Mongolie de football 2013
Navigation
Saison précédente Saison suivante
La saison 2013 du Championnat de Mongolie de football est la dix-huitième édition de la MFF League, le championnat de première division en Mongolie. Les sept équipes sont regroupées au sein d'une poule unique où elles s'affrontent deux fois, à domicile et à l'extérieur. Les quatre premiers disputent ensuite la phase finale, jouée sous forme de rencontres à élimination directe.
C'est le club d'Erchim, tenant du titre, qui remporte à nouveau la compétition cette saison après avoir battu Khangarid en finale. Il s'agit du huitième titre de champion de Mongolie de l'histoire du club.

## Les clubs participants
- Erchim
- Khangarid
- Khasiin Khulguud
- Ulaanbaatar IS
- Khoromkhon
- Selenge Press
- FC Ulaanbaatar

## Compétition
Le barème de points servant à établir le classement se décompose ainsi :
- Victoire : 3 points
- Match nul : 1 point
- Défaite : 0 point

### Classement
| Rang | Équipe           | Pts | J  | G | N | P | Bp | Bc | Diff |
| ---- | ---------------- | --- | -- | - | - | - | -- | -- | ---- |
| 1    | Erchim'T'C       | 26  | 12 | 8 | 2 | 2 | 31 | 11 | +20  |
| 2    | Khangarid        | 19  | 12 | 5 | 4 | 3 | 26 | 22 | +4   |
| 3    | FC Ulaanbaatar   | 17  | 12 | 5 | 2 | 5 | 21 | 23 | -2   |
| 4    | Ulaanbaatar IS   | 16  | 12 | 4 | 4 | 4 | 20 | 20 | 0    |
| 5    | Selenge Press    | 16  | 12 | 5 | 1 | 6 | 25 | 28 | -3   |
| 6    | Khasiin Khulguud | 15  | 12 | 4 | 3 | 5 | 17 | 18 | -1   |
| 7    | Khoromkhon       | 8   | 12 | 2 | 2 | 8 | 23 | 41 | -18  |

|  | Qualification pour la phase finale                        |
|  | T : Tenant du titre C : Vainqueur de la Coupe de Mongolie |

### Matchs
| Résultats (▼dom., ►ext.) | Erc | Kho | Ula | KhK | Kha | FCU | Sel |
| Erchim                   |     | 0-0 | 3-1 | 1-1 | 2-1 | 3-0 | 2-1 |
| Khoromkhon               | 2-9 |     | 2-4 | 3-4 | 4-6 | 2-1 | 2-1 |
| Ulaanbaatar IS           | 0-4 | 2-0 |     | 2-3 | 1-2 | 1-1 | 2-0 |
| Khasiin Khulguud         | 1-3 | 3-1 | 1-1 |     | 1-0 | 0-0 | 1-2 |
| Khangarid                | 1-0 | 2-2 | 1-1 | 1-0 |     | 3-2 | 7-4 |
| FC Ulaanbaatar           | 3-0 | 3-2 | 1-4 | 2-1 | 4-2 |     | 1-3 |
| Selenge Press            | 0-4 | 6-3 | 3-1 | 2-1 | 1-1 | 2-3 |     |

### Phase finale

#### Demi-finales
| Équipe 1       | Résultat | Équipe 2  | Aller | Retour |
| -------------- | -------- | --------- | ----- | ------ |
| FC Ulaanbaatar | 3 - 5    | Khangarid | 1 - 2 | 2 - 3  |
| Ulaanbaatar IS | 0 - 6    | Erchim    | 0 - 2 | 0 - 4  |

#### Match pour la troisième place
| Équipe 1       | Résultat | Équipe 2       |
| -------------- | -------- | -------------- |
| Ulaanbaatar IS | 3 - 1    | FC Ulaanbaatar |

#### Finale
| 31 août 2013 | Erchim          | 0 - 0 | Khangarid | MFF Complex, Oulan-Bator |
| 19:30        |                 |       |           |                          |
|              | (Rapport)       |       |           |                          |
|              | Tirs au but 4-1 |       |           |                          |

## Bilan de la saison
| Championnat de Mongolie de football 2013 |                   |
| Champion                                 | Erchim (8e titre) |
| Coupes et trophées                       |                   |
| Vainqueur de la Coupe de Mongolie 2013   | Erchim            |
| Qualifications continentales             |                   |
| Coupe du président de l'AFC 2014         | Erchim            |
| Promotions et relégations                |                   |
| Promus en MFF League                     | Aucun             |
| Relégués en B Division League            | Aucun             |